# Schebalino

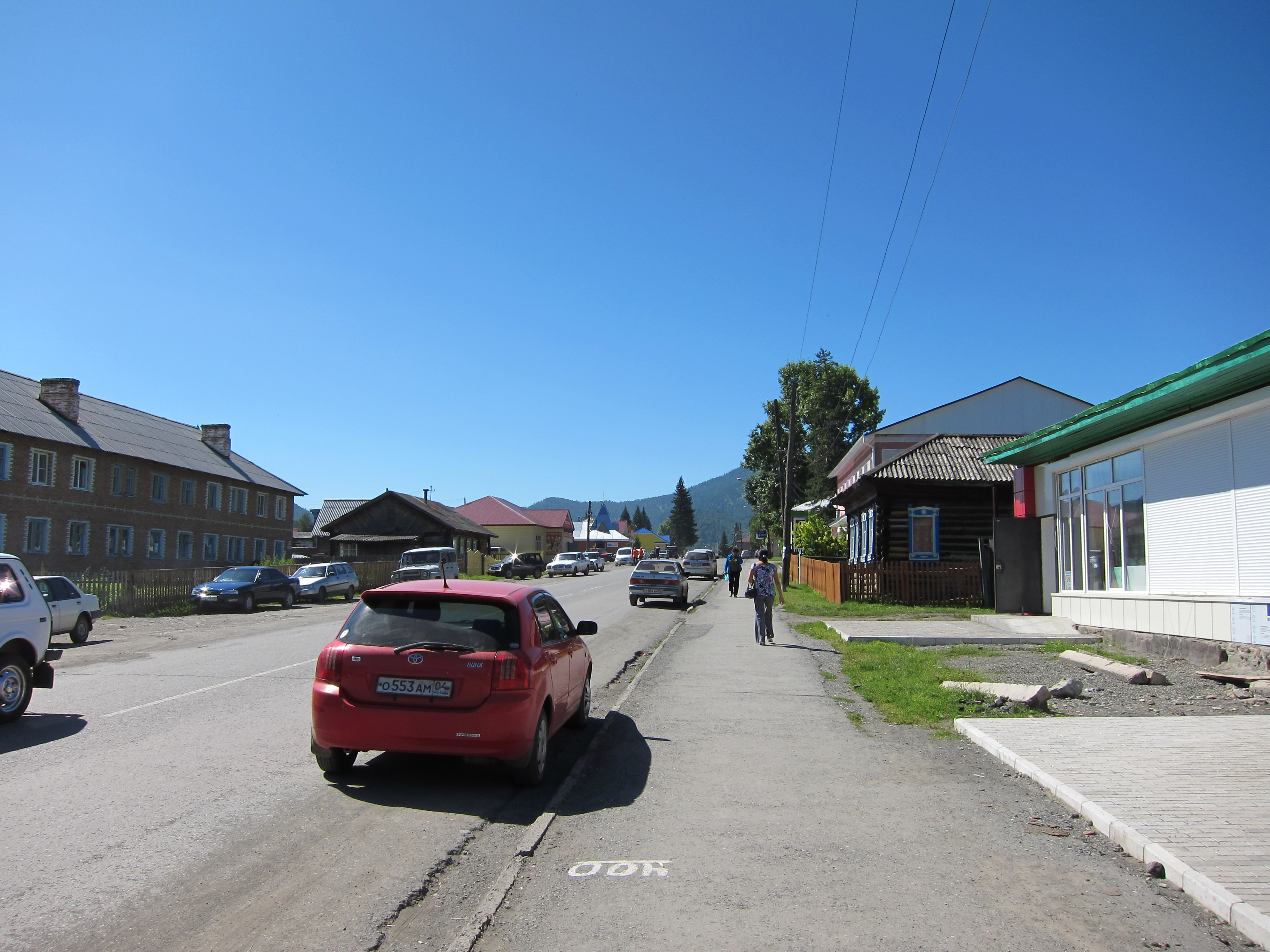
Straße in Schebalino

Schebalino (russisch Шебалино) ist ein größeres Dorf (selo) im Norden der autonomen Republik Altai, südwestliches Sibirien mit 4924 Einwohnern (Stand 14. Oktober 2010).
Der Ort ist Verwaltungszentrum des Rajons Schebalino und liegt im Tal des linken Katun-Nebenflusses Sema an der russisch-mongolischen Fernstraße R256, die von Nowosibirsk vorbei an Gorno-Altaisk kommend nach Süden in den russischen Altai hinaufführt. Er ist von Gorno-Altaisk 80 km Luftlinie entfernt und der letzte größere Ort vor dem Sema-Pass, der etwa 30 km südlich eine Meereshöhe von 1894 m erreicht.
Bevölkerungsentwicklung
| Jahr | Einwohner |
| ---- | --------- |
| 1939 | 2636      |
| 1959 | 3689      |
| 1970 | 4103      |
| 1979 | 4215      |
| 1989 | 4974      |
| 2002 | 4912      |
| 2010 | 4924      |

Anmerkung: Volkszählungsdaten